# Handaoia albipes
Handaoia albipes är en stekelart som först beskrevs av Gyöö Viktor Szépligeti 1908.  Handaoia albipes ingår i släktet Handaoia och familjen brokparasitsteklar. Inga underarter finns listade i Catalogue of Life.